# أوبان 2 (فيينا)
أوبان 2 (بالألمانية: U-Bahn 2) هو خط قطار تحت الأرض في مدينة فينا في النمسا. فيه حالياً عشرون محطة وطوله 16.7 كم ويصل من محطة كارلزبلتس (Karlsplatz) إلى محطة سيشتادت (Seestadt). يلتقي بالخط الأول والرابع في كارلسبلتس (Karlsplatz)، وبالخط الثالث في فولكستياتر(Volkstheater)، والخط الرابع في شوتينرينغ (Schottenring)، وفي الخط الأول في براتيرشتيرن (Praterstern). تم افتتاحه عام 1980.

## التاريخ

### التوسع (2008-2013)
بين عامي 1980 و 2008, ظل U2 إلى حد بعيد أضعف خط مشغول في شبكة فيينا. نتيجة لذلك ، تم تمديد U2 إلى ملعب إرنست هابل في عام 2008 ، إلى Aspernstraße في عام 2010 ، وأخيراً إلى Seestadt في 5 أكتوبر 2013.

## الخدمة
| الوقت           | من الإثنين إلى الجمعة (مدرسة) | من الإثنين إلى الجمعة (عطلة) | السبت    | الأحد والعطلات الرسمية |
| --------------- | ----------------------------- | ---------------------------- | -------- | ---------------------- |
| 04:30 إلى 07:00 | 3–5 دقائق                     | 4–5 دقائق                    | 7 دقائق  | 7 دقائق                |
| 07:00 إلى 20:00 | 3–5 دقائق                     | 4–5 دقائق                    | 5 دقائق  | 5 دقائق                |
| 20:00 إلى 00:00 | 8 دقائق                       | 8 دقائق                      | 8 دقائق  | 8 دقائق                |
| 00:00 إلى 04:30 | لا خدمة                       | لا خدمة                      | 15 دقائق | 15 دقائق               |

في ساعة الذروة وأثناء الليل, تخدم جميع القطارات الخط بأكمله؛ خلال جميع ساعات العمل الأخرى, ينتهي كل قطار ثانٍ في Aspernstraße نظرًا لانخفاض استخدام السعة في القسم الأخير.